# ELTE Angelusz Róbert Társadalomtudományi Szakkollégium
Az ELTE Angelusz Róbert Társadalomtudományi Szakkollégium (röviden: ARTSZ) az Eötvös Loránd Tudományegyetem Társadalomtudományi Karának (ELTE-TáTK) szakkollégiuma.

## Bemutatása
Az ELTE Angelusz Róbert Társadalomtudományi Szakkollégiumot (röviden: ARTSZ) 2004-ben alapították a társadalomtudományok iránt érdeklődő, a társadalmi kérdések iránt érzékeny hallgatók számára. Céljának tekinti, hogy létrehozzon egy állandó, inspiráló fórumot, amely teret ad a tudományos párbeszédnek és eszmecserének. Ezen fórum révén a tagok – a szakkollégium szándékai szerint szerint – jól felkészült, tájékozott, művelt, idegen nyelveken beszélő és széles látókörű társadalomtudósokká fejlődhetnek.
Az Angelusz Róbert Társadalomtudományi Szakkollégium (ARTSZ) működését olyan alapelvek határozzák meg, mint az autonómia, a demokratikus működés, a gyakorlati szemlélet és a tudományterületek közötti együttműködés. Ezek az elvek abban nyilvánulnak meg, hogy a szakkollégium egy önállóan működő intézmény, amelyet a hallgatók irányítanak az önkormányzatiság és a demokrácia elveinek megfelelően.
Kiemelten fontosnak tekinti a szakkollégium, hogy a különböző társadalomtudományi területek rendszeresen együttműködjenek, és hogy a tagok olyan képességeket sajátítsanak el, amelyek révén tudásukat a gyakorlatban is eredményesen hasznosíthatják. Ennek megfelelően a tagok aktívan részt vesznek kutatásokban, melyek eredményeit évente egy szakmai konferencián mutatják be.

## Története
Amikor megalakult az ELTE Társadalomtudományi Kar, néhány hallgató úgy érezte, hogy többre vágynak annál, mint amit az egyetem alapból kínálni tudott. Egy lelkes diákcsoport egy közvetlenebb, intenzívebb és gyakorlatiasabb élményt keresett. Ebből az igényből született meg a szakkollégium megalapításának szándéka, és ennek nyomán 2003 tavaszán megkezdődött a szervezet kiépítése. Az ELTE Egyetemi Tanácsa 2004-ben hivatalosan is elfogadta a szakkollégium működési kereteit.
Így jött létre egy fiatal, alulról építkező, teljes mértékben a tagjai munkáján alapuló szakkollégium, amelyet hallgatók hoztak létre, és a mai napig ők működtetnek.

## Szakmai munka
Az ELTE Angelusz Róbert Társadalomtudományi Szakkollégium szakmai működésének egyik legfontosabb alappillére az egyetemi tantervektől független kurzusok szervezése. A szakkollégiumi órákon általában öt-tíz szakkollégista vesz részt, így a kiscsoportos forma közvetlen, interaktív tanulási környezetet biztosít. A kurzusok két típusba sorolhatók: alapozó és műhelykurzusokra. Az alapozó kurzusok tematikája kötöttebb, céljuk, hogy a különböző szakokról érkező hallgatók közös szakmai nyelvet alakíthassanak ki. Kiemelt szerepet kapnak ezekben az órákban a kutatásmódszertan, a készségfejlesztés, valamint a tudományos megismerés elméleti alapjai, mivel nagy hangsúlyt fektetnek arra, hogy a tagok aktívan részt vegyenek kutatásokban. A műhelykurzusok ezzel szemben sokkal szabadabban alakíthatók – témájukat a tagok saját érdeklődésük szerint határozzák meg. Ezek gyakran alulról szerveződő kutatóműhelyekké fejlődnek, amelyek célja vagy saját kutatások elindítása, vagy külső kutatási projektekre való felkészülés. 2011-ben három ilyen, szakkollégisták által kezdeményezett kutatás indult el. Az egyik a Faluszociológia kutatóműhely, amely egy korábbi olvasókörből nőtte ki magát. A kutatás egy baranyai faluban zajlott, ahol egy újonnan megnyílt kastélyszálló jelentős hatást gyakorolt a helyi közösség életére. A vizsgálat középpontjában az állt, hogyan alakította át ez a gazdasági és társadalmi innováció a falu mindennapjait. A második kutatás a Hová születik a második gyerek? címet viselte, és kvalitatív módszerekkel azt vizsgálta, milyen tényezők befolyásolják a második gyermek vállalását – különös tekintettel a szülői szerepekre, a nemi szerepelvárásokra és az első gyermek megszületése utáni családi dinamika alakulására. A harmadik projekt az Open Source közösségekkel foglalkozott, azt kutatva, hogyan működnek ezek az önszerveződő, nyílt forráskódú fejlesztések köré épülő online közösségek. A szakkollégisták az elmúlt években több külső kutatásban is aktívan részt vettek. A szakkollégium visszatérő szakmai partnerszervezete például az MTA Szociológiai Kutatóintézete. A 20. század hangjai kutatóműhely keretében a szakkollégisták olyan élettörténeti interjúkat dolgoztak fel, melyek munkaszolgálatos túlélők emlékeit rögzítik, és ezeket később középiskolás diákok számára mutatták be. A szintén az MTA Szociológiai Kutatóintézethez kapcsolódó Kint és bent háromszor című közösségkutatás több szakaszában is részt vettek szakkollégisták. Először Mocsán, majd Tiszakerecsenyen végeztek terepmunkát, végül segítettek az adatok feldolgozásában és elemzésében. Az ELTE Társadalomtudományi Karán zajló, Bíró Judit és Csepeli György által 2009-ben megkezdett Oresztész-projekt pedig egy, a közelmúltban Magyarországon elkövetett szülőgyilkosság történetét dolgozza fel különböző szempontokból, melynek alapjául Michel Foucault hasonló témájú munkája szolgál.
A szakkollégium tanári gárdájának és műhelyvezetőinek többsége az ELTE Társadalomtudományi Karán, a Magyar Tudományos Akadémia kutatóintézeteiben, valamint más egyetemeken folytat oktatói és kutatói tevékenységet. Visszatérő oktatók között – a teljesség igénye nélkül – olyan neves szakemberek szerepelnek, mint Fehér Márta filozófus és tudománytörténész, Sik Endre szociológus, Papp Richárd kultúrantropológus, Kovács Éva szociológus, Kopper Ákos politológus és Bíró Judit történész-szociológus. Az alapozó kurzusokat gyakran vezetik a szakkollégium doktori képzésben részt vevő szenior tagjai is. A féléves műhelymunkák és a kutatások eredményei alapján készült tanulmányokat a szakkollégisták az éves Kötetlen című tanulmánykötetben publikálják. Ez a kötet elérhető nagyobb egyetemi könyvtárakban, valamint online, a szakkollégium honlapján is. A szakkollégium szakmai tevékenységének egyik kiemelt eseménye a minden év májusában megrendezett szakmai konferencia, ahol a szakkollégiumban zajló kutatások és projektek eredményeit a nyilvánosság elé tárjuk. A tanulmánykötet és a konferencia mellett rendszeresen szerveznek előadássorozatokat és vitaesteket is, amelyek során egyrészt tagjaink saját kutatásaikat mutatják be, másrészt meghívott előadóink osztják meg gondolataikat aktuális társadalomtudományi kérdésekről. Kiemelkedő ilyen esemény volt a 2011 tavaszán megrendezett előadássorozat, amelyet az ELTE Társadalomtudományi Kar két, azóta elhunyt professzora, Angelusz Róbert és Némedi Dénes emlékére szerveztek. A sorozat keretében a PhD-hallgatók és a kar fiatal oktatói mutatták be ennek a két meghatározó társadalomtudósnak az életművét.

## Szervezet
Az Angelusz Róbert Társadalomtudományi Szakkollégium egy önálló, autonóm közösség, amely saját működéséről és jövőjét érintő kérdésekről maga hoz döntéseket, a bázisdemokrácia elveit követve. A szakkollégiumnak van elnöke és igazgatója. Az elnök az aktív tagok egyike, az igazgató pedig egy „külső” személy, akit a szakkollégium választ az ELTE oktatói közül. A teljes aktív tagság minden tagjából álló parlament, a Kerekasztal tárgyal meg és fogad el minden a szakkollégiumot érintő kérdést. Számos egyéb feladata mellett a Kerekasztal választja meg az operatív teendőket ellátó bizottságokat (Gazdasági, Szakmai, Társadalmi nyilvánossági, Kollégiumi és Programszervező bizottságok), melyek 2-4 főből állnak, és a hétköznapok apróbb vagy épp erőt próbáló teendőit végzik. A bizottságok élén a biztosok állnak, akik az elnökkel együtt (akit szintén a Kerekasztal választ meg) alkotják a Kiválasztmányt. Ez a testület a szakkollégium olyan ügyeit vitatja meg, melyek az egyes bizottságokat érintik, de túlmutatnak egy-egy bizottság hatáskörén. A bizottságok, a Kiválasztmány, az elnök és mindenki, aki részt vesz a kollégium ügyeinek intézésében, mindig a kollégium teljes nyilvánossága előtt folytatják tevékenységeiket, a belső levelezőlista felhasználásával, teret engedve ez által minden vélemény és kritika megfogalmazásának.

## Közösség
A szakkollégium nemcsak szakmai műhelyként, hanem baráti közösségként is működik. A tagok kreativitásuk és szabadidejük függvényében számos közös programot szerveznek maguknak – ezek között szerepelnek filmklubok, sportesemények, kirándulások, valamint különféle nemzetek kultúráját bemutató gasztronómiai estek. A közösségi élmények egyik legfontosabb pillére a téli és nyári tábor, amelyeken hagyományosan minden szakkollégista részt vesz. Ezek az alkalmak nemcsak a szakmai elmélyülést, hanem a személyes kapcsolatok erősítését is szolgálják. A szakkollégiumi élet meghatározó színtere az ELTE Nándorfejérvári úti kollégiuma, ahol a szervezet huszonhét férőhellyel rendelkezik a negyedik emeleten – valamint egy saját kis könyvtárral is, amely a közös tanulás és kutatás helyszíne.